# ماني إن ذا بانك (2012)
ماني إن ذا بانك 2012 (بالإنجليزية: Money in the Bank (2012))‏ هو عرض مصارعة محترفة من فئة الدفع مقابل المشاهدة وهو العرض الثالث من سلسلة عروض ماني إن ذا بانك. تم عرضه في 12 يوليو 2012 في مدينة فينيكس بولاية أريزونا الأمريكية.

## وصلات خارجية
- Official Money in the Bank website
- Money in the Bank Event Site